# 伊尾木駅
伊尾木駅（いおきえき）は、高知県安芸市伊尾木にある、土佐くろしお鉄道（TKT）ごめん・なはり線の駅である。快速の停車駅。駅番号はGN26。

## 歴史
- 2002年（平成14年）7月1日：土佐くろしお鉄道ごめん・なはり線の駅として開設。

## 駅構造

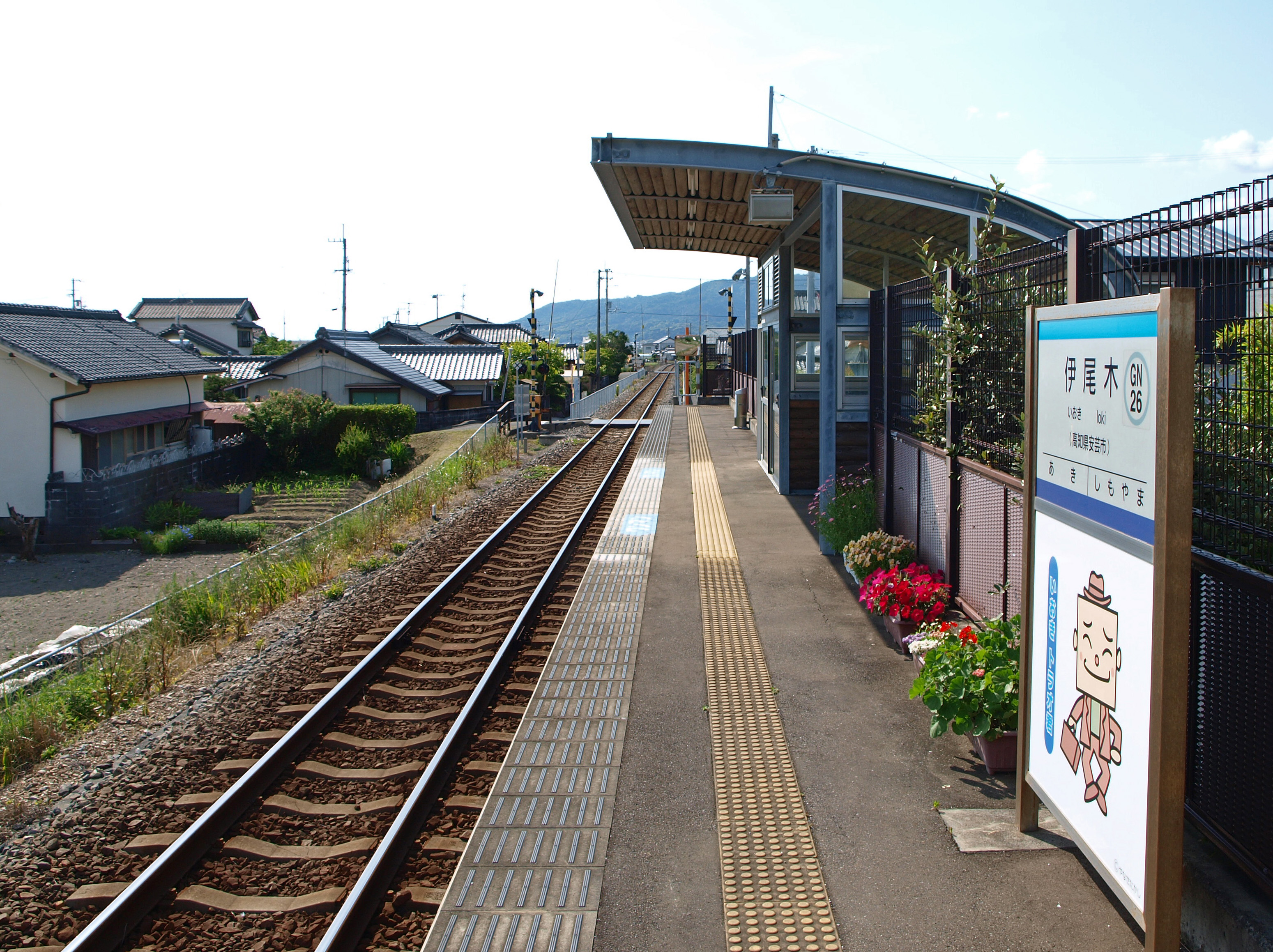
ホーム（安芸駅方面を望む）

単式ホーム1面1線を有する地上駅。ホームは線路から見て北側にある。ホーム入口にスロープがある。
無人駅。ホーム上に休憩所が設置されている。

## 駅周辺
周辺は住宅街となっている。また駅前には小さな公園がある。
駅から徒歩10分程の距離に「伊尾木洞」があり、天然記念物に指定されたシダ植物の群落を見ることが出来る。
ごめん・なはり線は基本的に高架・トンネルを多用した近代的な路線だが、伊尾木付近は未着工状態に近く、建設費を抑えるために地平区間とし、駅周辺に踏切が設置されている。

## イメージキャラクター

いおき トラオくん

名称は「いおき トラオくん」でモニュメントはホーム上屋横に設置されている。映画『男はつらいよ』の主人公・寅次郎がモチーフとなっている。映画『男はつらいよ』シリーズは、一度も高知でロケを行ったことが無いことから、地元有志の「寅さんを土佐に呼ぶ会」が誘致活動をしていたが、1996年（平成8年）に第49作『寅次郎花へんろ』製作が決まり、伊尾木の住民らは秋からのロケを心待ちにしていた。しかし渥美清が急逝、『花へんろ』は幻に終わった。
国道裏通りにはモデルにした「寅さん地蔵」がある。寅さんが来なかった見返りとして、有志によって作られた寅さん地蔵には寅さんファンやお遍路さんが旅の安全を祈願して行く。

## 隣の駅
土佐くろしお鉄道
■ごめん・なはり線
安芸駅 (GN27) - 伊尾木駅 (GN26) - 下山駅 (GN25)